# Міхал Биліна
Мі́хал Билі́на (пол. Michał Bylina; 18 січня 1904, с. Ворсівка (тепер Малинського району Житомирської області — 5 серпня 1982, Варшава) — польський художник, графік та ілюстратор.

## Біографія
1921 року М. Биліна приїхав до столиці Польщі й став вивчати живопис і графіку у Варшавській школі красних мистецтв (тепер Академія красних мистецтв (Варшава)). Тут же проходив військову службу в кавалерійському полку. Після одержання диплома почав створювати свої перші великі художні історичні композиції.
Одночасно з 1928 по 1938 рік співпрацював з видавничим інститутом «Nasza Księgarnia» (укр. «Наша книгарня»), а також з редакціями дитячих журналів «Płomyczka» i «Płomyka», ілюстрував книжки і часописи для дітей та юнацтва.
Учасник радянсько-польської війни 1939 року. В чині поручика брав участь у боях з Червоною армією. Був поранений, уникнув полону, вступив до польського патріотичного «Союзу збройної боротьби». Під час Другої світової війни служив у підпільній Армії Крайовій. Брав участь у Варшавському повстанні 1944 року, дістав серйозне поранення під час бойових дій у столичному районі — Мокотув.
Після закінчення війни, працював в організації нового Інституту видавництва «Nasza Księgarnia». З 1956 року — професор варшавської Академії красних мистецтв. Нагороджений лицарським хрестом Ордена Відродження Польщі (1954). Помер у Варшаві й похований на кладовищі Військові Повонзки.

## Творчість

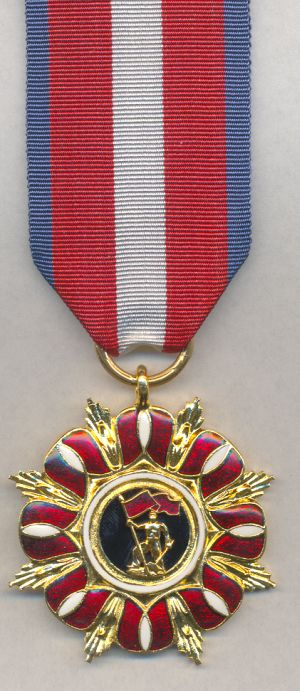
Орден Будівників Народної Польщі

Найбільш плідний творчий період М. Биліни настав після 1950 року. У цей час він створив цілу низку батальних та історичних полотен, які зображують історію Польщі від часу перших П'ястів до Другої світової війни, великих композицій, багато ілюстрацій до легенд і міфів (зокрема польського видання «Калевали»), цикл історичних ілюстрацій. Багато з них потрапили в дитячі журнали й книжки, шкільні підручники та ін.
М. Биліна — автор ордену Будівників Народної Польщі. Картини М. Биліни містяться тепер у колекціях Музею Війська Польського, Національного музею і Музею історії польського революційного руху в Варшаві. Чотири картини М. Биліни були використані 1968 року при випуску серії поштових марок Польщі, присвячених 25-річчю Народного Війська Польського.

## Вибрані картини
- Бівак (1933)
- Гетьман Жолкевський (1937)
- Дружина Болеслава (1951)
- Паризька Комуна (1952)
- Леніно (1953)
- Червоний варшавський полк (1954)
- 2 травня 1945 року в Берліні (1956)
- цикл ілюстрацій з історії Польщі (1956—1959)
- Вересень (1959)
- Легниця (1961)
- Битва під Сан-Сусі (1962)
- Ніса (1963)
- Білосток 1905 року (1965)
- Одра (1968)
- Гданськ (1974)
- Костюшко під Саратогою (1976)
- Портрет Я. Домбровського (1977)